# الكأس السلطانية 1922
كَأْسُ السُّلْطَانِ حُسَين 1922 هي النُّسْخة السَّادِسة من بُطولة كَأْس السُّلطان حُسَين. لُعبت البُطولة في عام 1922، وفاز بها المُخْتَلط (الزَّمالِك) بعد فوزه في النهائي على شيروُودز البِرِيطاني بنَتيجة 3–1.